# Parafia Matki Bożej Częstochowskiej w Maszewie
Parafia pod wezwaniem Matki Bożej Częstochowskiej w Maszewie – parafia rzymskokatolicka należąca do dekanatu Maszewo, archidiecezji szczecińsko-kamieńskiej, metropolii szczecińsko-kamieńskiej. Siedziba parafii mieści się w Maszewie przy ulicy Mickiewicza.

## Kościół parafialny
Kościół Matki Bożej Częstochowskiej w Maszewie

## Kościoły filialne i kaplice
- Kościół Macierzyństwa Najświętszej Maryi Panny w Budzieszowcach[1]
- Kościół św. Alberta Chmielowskiego w Maszewie[1]
- Kościół św. Floriana w Radzanku[1]